# متئو نیلسن
متئو نیلسن (انگلیسی: Matthew Nielsen؛ زادهٔ ۳ فوریهٔ ۱۹۷۸) یک بازیکن بسکتبال اهل استرالیا است.